# Metaxmeste nubicola
Metaxmeste nubicola är en fjärilsart som beskrevs av Munroe 1954. Metaxmeste nubicola ingår i släktet Metaxmeste och familjen Crambidae. Inga underarter finns listade i Catalogue of Life.